# Barrio la Soledad, Puebla
Barrio la Soledad är en ort i Mexiko.   Den ligger i kommunen Cañada Morelos och delstaten Puebla, i den sydöstra delen av landet, 190 km öster om huvudstaden Mexico City. Barrio la Soledad ligger 2 354 meter över havet och antalet invånare är 845.
Terrängen runt Barrio la Soledad är kuperad söderut, men norrut är den platt. Runt Barrio la Soledad är det ganska tätbefolkat, med 96 invånare per kvadratkilometer. Närmaste större samhälle är Morelos Cañada, 6,6 km söder om Barrio la Soledad. Omgivningarna runt Barrio la Soledad är en mosaik av jordbruksmark och naturlig växtlighet.